# Thamnophilus zarumae
Thamnophilus zarumae là một loài chim trong họ Thamnophilidae.